# كلفن تومسون
كلفن تومسون (بالإنجليزية: Kelvin Thomson)‏ هو سياسي أسترالي، ولد في 1 مايو 1955 في أستراليا. حزبياً، نشط في حزب العمال الأسترالي. وقد انتخب عضو مجلس النواب الأسترالي عن دائرة Division of Wills ‏ (2 مارس 1996 – 9 مايو 2016) وانتخب عضو الجمعية التشريعية فيكتوريا.